# Phalempin
 Phalempin  es una población y comuna francesa, en la región de Norte-Paso de Calais, departamento de Norte, en el distrito de Lille y cantón de Pont-à-Marcq.

## Demografía
| 3001 | 3457 | 4070 | 4377 | 4678 | 4615 |
| Para los censos de 1962 a 1999 la población legal corresponde a la población sin duplicidades (Fuente: INSEE [Consultar]) |      |      |      |      |      |